# Широчина
Широчина (словац. Širočina) — річка в Словаччині, ліва притока Житави, протікає в округах Злате Моравце і Нітра.
Довжина — 20 км.
Витікає з масиву Погронски-Іновец на висоті 230 метрів. Протікає містом Златі Моравці і селом Чєрне Клячани.
Впадає у Житаву на території міста Врабле.